# Протей (научно-технический центр)
НТЦ Протей — российская компания, занимающаяся разработкой и производством программно-аппаратных продуктов для операторов мобильной и фиксированной связи, контент-провайдеров, специальных служб, корпоративных заказчиков, производственных предприятий. Исследовательская деятельность связана с Научно-исследовательским институтом телекоммуникационных систем и СПбГУТ имени Бонч-Бруевича. Производственные мощности расположены на территории завода «Красная Заря» в Санкт-Петербурге.

## История
Компания была создана в сентябре 2002 года на базе одной из лабораторий ЛОНИИС, первыми продуктами стали конвертеры протоколов сигнализации (ОКС7, DSS1, 2ВСК и др.) по межстанционным соединительным линиям. Впоследствии освоено производство интеллектуальных платформ для операторов фиксированной и мобильной связи и операторских центров..
С 2003 года компания начала поставки оператору сотовой связи «Мегафон».
С 2004 года фирма работает с операторами холдинга «Ростелеком» (бывшие компании «Связьинвеста»), поставляя им интеллектуальные платформы и колл-центры.
С 2005 года компания разрабатывает и внедряет средства для диспетчеризации экстренных служб «02», работает с МВД России.
С 2007 начались первые поставки в Восточную Европу сервисных платформ. Для македонского оператора сотовой связи Cosmofon был запущен в эксплуатацию целый ряд услуг на базе сервисной платформы «Протей».
В 2009 году фирма сообщила о соглашении с иорданским оператором сотовой связи Silat Solutions и начале поставок своего оборудования в страны Ближнего Востока.
В 2011 году был осуществлён проект с МГТС: 152 устаревших координатных телефонных станций в Москве были модернизированы при помощи оборудования «Протей-медиатор».
В 2011—2012 году реализован ряд проектов по созданию на оборудовании «Протей» единых диспетчерских служб и систем-112 (Курск, Нефтекамск, Новгород).
С 2012 года совместно с «Ростелекомом» компания разрабатывает облачное решение для создания «системы-112» России.
На 2013 год по сообщениям фирмы её решения установлены в 22 странах (СНГ, Восточная Европа, Африка, Ближний Восток), оборудование используют 34 оператора мобильной и фиксированной связи, обслуживая более 100 млн абонентов.
В 2014—2015 годах НТЦ ПРОТЕЙ взял курс на импортозамещение, провел проектирование, государственные испытания и сдачу в эксплуатацию системы-112 в нескольких регионах России, по итогам 2015 года занял 5 место среди победителей закупок для «Безопасного города».
В 2016 году на рынок была представлена полноценная линейка продуктов для построения MVNO/MVNE,в том числе по модели full-MVNO, 26 наименований оборудования получили статус телекоммуникационного оборудования российского происхождения ТОРП, а Центр обслуживания вызовов ПРОТЕЙ был внесен в Единый реестр российских программ для электронных вычислительных машин и баз данных. Были проведены внедрения системы-112, КСЭОН, АПК «Безопасный город» в регионах России.
2017 год стал годом запуска системы-112 и её элементов в 11 регионах России, реализации 2 крупных проектов для MVNO/MVNE, а также началом разработки оборудования для построения LTE-сетей.
В 2018 году была создана и представлена на рынок линейка продуктов для создания пакетного ядра сети LTE — EPC (Evolved Packet Core). Началась разработка оборудования для внедрения IMS-сетей и вывод на рынок полноценного решения для IoT-MVNO. Были реализованы крупные проекты в Кении для оператора Safaricom. НТЦ ПРОТЕЙ вступил в ассоциацию GSMA в качестве ассоциированного члена.
В 2019 году получил почетный знак Правительства Санкт-Петербурга «Сделано в Санкт-Петербурге» и первое место в номинации «За существенный вклад в рост экспорта». Реализовал крупные проекты в Кении, в Мавритании, на Шри-Ланке, на Кубе. Запустил первый коммерческий проект IoT-MVNO для нового российского оператора Center2M и начал разработки оборудования для сетей 5G.
С 2020 года в НТЦ ПРОТЕЙ прошла крупная реорганизация, и в России появилась группа компаний в составе 5 юридических лиц: ООО «НТЦ ПРОТЕЙ» (головная компания), ООО «ПРОТЕЙ СпецТехника» (специальные проекты), ООО «ПРОТЕЙ Технологии» (корпоративный сектор), ООО «СИГУРД-АЙТИ» (IP контакт-центры), ООО «НЕОС» (СОРМ). В сентябре 2020 5 продуктам компании IP-АТС Протей-imSwitch5, сервер ВКС Сапфир, терминал ВКС Гранат, терминал ВКС Топаз, терминал ВКС Малахит согласно приказу 3323 Минпромторга России от 29.09.2020 был присвоен статус ТОРП.
В 2020 году НТЦ ПРОТЕЙ получил статус системообразующего предприятия Санкт-Петербурга и занял второе место среди петербургских компаний в национальном рейтинге «ТехУспех — 2020» в категории «крупные компании».
В 2021 году НТЦ ПРОТЕЙ — ключевой российский производитель продуктов 4G и 5G и решений ядра сети и активный участник процесса импортозамещения на территории России. В группу компаний вошли ООО «ПРОТЕЙ Системы» (разработка ПромUC), ООО «ПРОТЕЙ ЛАБ» (ПО для 3G/4G/LTE), ООО «ПРОТЕЙ АЙ-ТИ-Инжиниринг» (проекты ОБЖ).
С 2022 года ООО «НТЦ ПРОТЕЙ» вошел в перечень системообразующих организаций российской экономики в отрасли «Радиоэлектронная промышленность».

## Продукты
Продукты компании предназначены для операторов мобильной и фиксированной связи, MVNO/MVNE, крупных организаций, государственных структур и специальных служб. Разработка и производство оборудования ведется в рамках следующих направлений: решения по автоматизации для государственных структур, решения для сетей 3G/4G/LTE, оборудование для сетей NGN/IMS.
Мобильные сети 3G/4G/LTE
• Решения для построения ядра сети — Core Network Components (HLR/HSS, GMSC, STP/DRA, EIR).
• Решения для построения пакетного ядра EPC сетей 4G/LTE (SGW, MME, GGSN/PGW).
• Линейка продуктов для MVNO/MVNE, в том числе Full MVNO.
• Private LTE/5G
• Messaging и VAS-платформы
• Роуминговые платформы
• Система обработки и анализа пакетного трафика DPI
• Системы тарификации
• Системы управления устройствами для M2M/IOT
Фиксированные сети NGN/IMS
• Оборудование NGN (Softswitch Class 4,5, VoIP-шлюзы, системы абонентского доступа, IP-АТC, VAS-платформы).
• Решения для построения IMS (P-CSCF, S-CSCF, C-CSCF, HSS, AS, MGW).
• Программно-аппаратные системы видеоконференцсвязи (ВКС) собственной разработки.
• Специализированные решения
• Комплекс средств для создания системы-112, АПК «Безопасный город», КСЭОН.
• Защищенные системы связи.
• ВКС-системы.
• Решения для организации СОРМ.

## Образовательная деятельность
В 2005 году на кафедре «Системы коммутации и распределения информации» СПбГУТ создана учебная лаборатория по мультисервисным сетям NGN. Организация практики для технических специальностей вузов: СПбГУТ им. проф. М. А. Бонч-Бруевича, ЛЭТИ, ГУАП, ИТМО.